# Bordiguismo

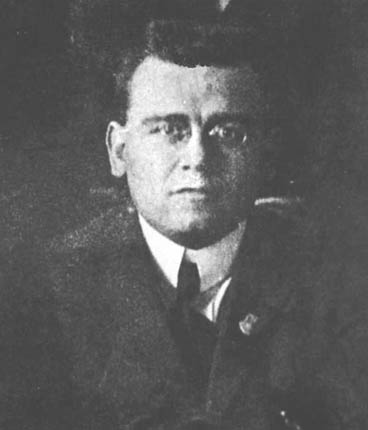
Amadeo Bordiga en 1924

El bordiguismo es una corriente marxista inspirada por el italiano Amadeo Bordiga, fundador del Partido Comunista Italiano (Partido comunista de Italia). Se caracteriza por su oposición a participar en las sesiones parlamentarias y las elecciones "burguesas". En los años 30 también se posicionaron en contra del socialismo de la Unión Soviética, considerándolo como "un Estado capitalista". El posicionamiento antiparlamentario de Bordiga fue criticado por Vladimir Lenin en La enfermedad infantil del izquierdismo en el comunismo.
Gran parte de la tradición política designada como "bordiguista" se desarrolló sin la participación de Bordiga, que fue encarcelado en 1926 por el régimen de Mussolini. Tras su liberación se dedicó exclusivamente a su labor como ingeniero y arquitecto, y solo regresó al panorama político en 1944.
Su regreso provocó una ruptura en 1952, teniendo por un lado a Bordiga y un grupo de seguidores que pretendían retomar un programa similar al que se había desarrollado en los años 20 y por otro a muchos de los "bordiguistas" de los años 30 y 40, que pretendían incorporar ideologías desarrolladas en la clandestinidad y el exilio. La corriente bordiguista, en su sentido más estricto (la que prosiguió Bordiga desde 1952), se agrupó con el Partido Comunista Internacional, actualmente dividido en dos organizaciones rivales.

## Ideales

### El leninismo y el papel del partido
Bordiga se adscribe a la tradición leninista, a diferencia de otros grupos ultraizquierdistas que emergieron de los movimientos críticos del comunismo oficial y acabaron por rechazar la contribución del líder soviético, en particular el comunismo de los consejos . Mientras que este acabó por renegar de la idea de un partido como forma de organización de la clase obrera, considerando que esta solo estaba verdaderamente representada por los consejos obreros, Bordiga consideraba que la dictadura del proletariado consistía en la dictadura del partido, y que los consejos obreros solo podrían desempeñar un papel revolucionario si se crean a partir de las secciones del partido comunista. El bordiguismo, sin embargo, es a menudo considerado un desvío de izquierdas en el sentido que Lenin da a esta palabra en su escrito La enfermedad infantil del izquierdismo en el comunismo, que se refiere a Bordiga para criticar su rechazo absoluto e incondicional de participar en las elecciones.
Bordiga defendía la idea de que un partido se organizara por los principios del "centralismo orgánico". De este modo el partido no llevaría a votación sus principios, y preservaría siempre los que consideraban correctos, aceptando los militantes esta predisposición. El partido debería liderar a la clase obrera en vez de participar en la política parlamentaria.